# Sportovní střelba na Letních olympijských hrách 2024
Sportovní střelba na Letních olympijských hrách 2024 v Paříži se konala od 27. července do 5. srpna 2024 v Centre national de tir sportif v Châteauroux.

## Medailisté

### Muži
| Kategorie                | Zlato                                          | Stříbro                                      | Bronz                              |
| ------------------------ | ---------------------------------------------- | -------------------------------------------- | ---------------------------------- |
| 25 m rychlopalná pistole | Li Jüe-chung · Čína (CHN)                      | Čo Jong-če · Jižní Korea (KOR)               | Wang Sin-ťie · Čína (CHN)          |
| 10 m vzduchová pistole   | Sie Jü · Čína (CHN)                            | Federico Nilo Maldini · Itálie (ITA)         | Paolo Monna · Itálie (ITA)         |
| 10 m vzduchová puška     | Šeng Li-chao · Čína (CHN)                      | Victor Lindgren · Švédsko (SWE)              | Miran Maričić · Chorvatsko (CRO)   |
| 50 m malorážka polohový  | Liou Jü-kchun · Čína (CHN)                     | Serhij Kuliš · Ukrajina (UKR)                | Swapnil Kusale · Indie (IND)       |
| Trap                     | Nathan Hales · Velká Británie (GBR)            | Čchi Jing · Čína (CHN)                       | Jean Pierre Brol · Guatemala (GUA) |
| Skeet                    | Vincent Hancock · Spojené státy americké (USA) | Conner Prince · Spojené státy americké (USA) | Lee Meng-jüan · Tchaj-wan (TPE)    |

### Ženy
| Kategorie               | Zlato                                        | Stříbro                                           | Bronz                                          |
| ----------------------- | -------------------------------------------- | ------------------------------------------------- | ---------------------------------------------- |
| 25 m vzduchová pistole  | Jang Či-in · Jižní Korea (KOR)               | Camille Jedrzejewski · Francie (FRA)              | Veronika Majorová · Maďarsko (HUN)             |
| 10 m vzduchová pistole  | O Je-čin · Jižní Korea (KOR)                 | Kim Je-či · Jižní Korea (KOR)                     | Manu Bhakerová · Indie (IND)                   |
| 10 m vzduchová puška    | Pan Ho-čin · Jižní Korea (KOR)               | Chuang Jü-tching · Čína (CHN)                     | Audrey Gogniatová · Švýcarsko (SUI)            |
| 50 m malorážka polohový | Chiara Leoneová · Švýcarsko (SUI)            | Sagen Maddalenaová · Spojené státy americké (USA) | Čang Čchiung-jüe · Čína (CHN)                  |
| Trap                    | Adriana Ruanová · Guatemala (GUA)            | Silvana Stancová · Itálie (ITA)                   | Penny Smithová · Austrálie (AUS)               |
| Skeet                   | Francisca Crovettová Chadidová · Chile (CHI) | Amber Rutterová · Velká Británie (GBR)            | Austen Smithová · Spojené státy americké (USA) |

### Smíšené týmy
| Kategorie              | Zlato                                        | Stříbro                                                    | Bronz                                         |
| ---------------------- | -------------------------------------------- | ---------------------------------------------------------- | --------------------------------------------- |
| 10 m vzduchová pistole | Srbsko · Zorana Arunovićová · Damir Mikec    | Turecko · Sevval Ilayda Tarhanová · Yusuf Dikeç            | Indie · Manu Bhakerová · Sarabjot Singh       |
| 10 m vzduchová puška   | Čína · Chuang Jü-Tching · Šeng Li-chao       | Jižní Korea · Keum Čihjeon · Park Ha-jun                   | Kazachstán · Alexandra Leová · Islam Satpajev |
| Trap mix               | Itálie · Diana Bacosiová · Gabriele Rossetti | Spojené státy americké · Austen Smithová · Vincent Hancock | Čína · Ťiang I-tching · Liou Ťien-lin         |

## Přehled medailí
| Pořadí | Země                   | Zlato | Stříbro | Bronz | Celkově |
| ------ | ---------------------- | ----- | ------- | ----- | ------- |
| 1.     | Čína                   | 5     | 2       | 3     | 10      |
| 2.     | Jižní Korea            | 3     | 3       | 0     | 6       |
| 3.     | Spojené státy americké | 1     | 3       | 1     | 5       |
| 4.     | Itálie                 | 1     | 2       | 1     | 4       |
| 5.     | Velká Británie         | 1     | 1       | 0     | 2       |
| 6.     | Guatemala              | 1     | 0       | 1     | 2       |
| 6.     | Švýcarsko              | 1     | 0       | 1     | 2       |
| 8.     | Chile                  | 1     | 0       | 0     | 1       |
| 8.     | Srbsko                 | 1     | 0       | 0     | 1       |
| 10.    | Francie                | 0     | 1       | 0     | 1       |
| 10.    | Švédsko                | 0     | 1       | 0     | 1       |
| 10.    | Turecko                | 0     | 1       | 0     | 1       |
| 10.    | Ukrajina               | 0     | 1       | 0     | 1       |
| 14.    | Indie                  | 0     | 0       | 3     | 3       |
| 15.    | Austrálie              | 0     | 0       | 1     | 1       |
| 15.    | Tchaj-wan              | 0     | 0       | 1     | 1       |
| 15.    | Chorvatsko             | 0     | 0       | 1     | 1       |
| 15.    | Maďarsko               | 0     | 0       | 1     | 1       |
| 15.    | Kazachstán             | 0     | 0       | 1     | 1       |
| celkem | celkem                 | 15    | 15      | 15    | 45      |